# Nutria amerykańska
Nutria amerykańska (Myocastor coypus) – gatunek gryzonia z podrodziny kolczaków (Echyminae) w rodzinie kolczakowatych (Echimyidae); w niektórych ujęciach systematycznych M. coypus jest jedynym żyjącym współcześnie przedstawicielem rodziny nutriowatych (Myocastoridae).
W Europie jest gatunkiem inwazyjnym.

## Cechy
- długość ciała 40–65 cm

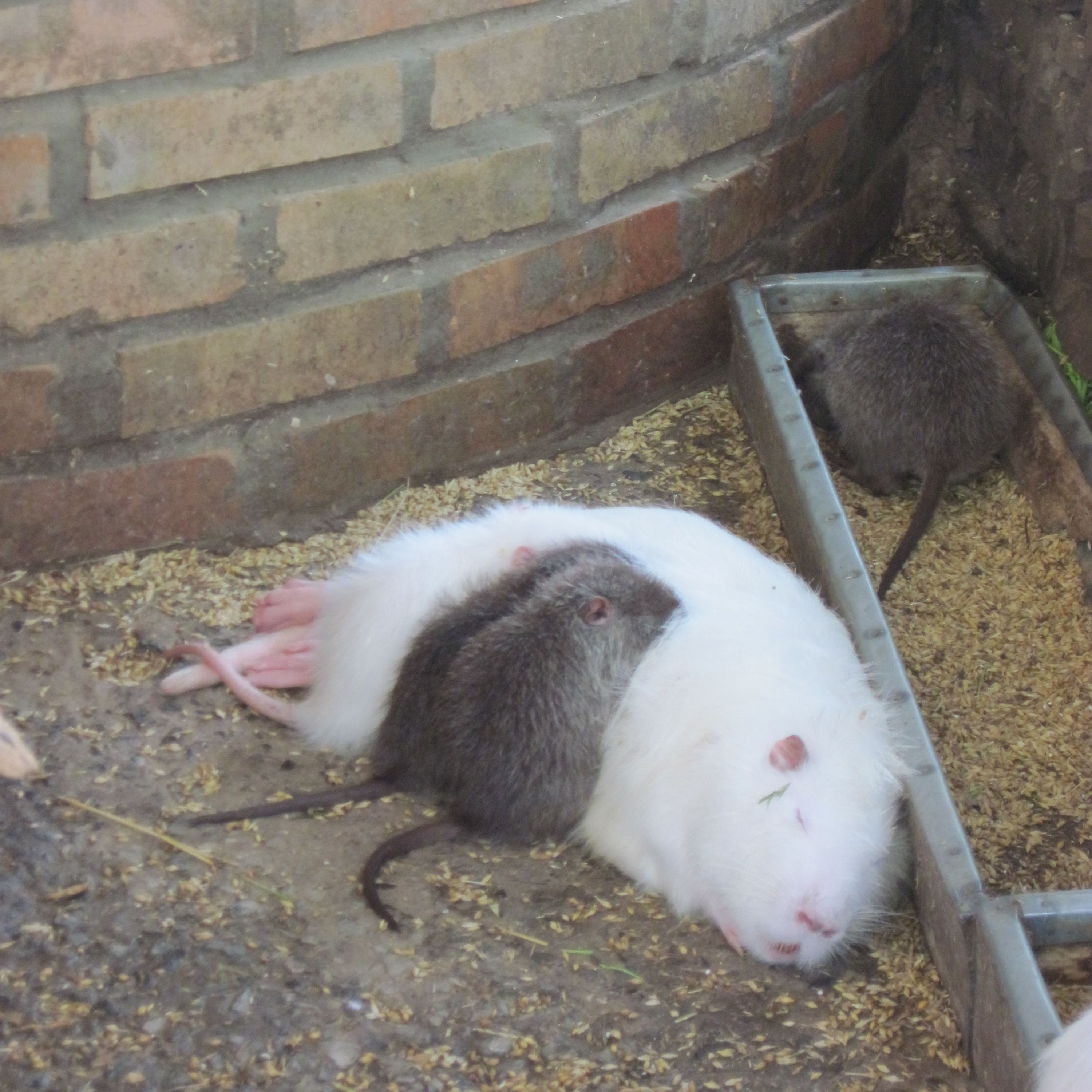
Albinotyczna samica nutrii w zoo, karmiąca młode; gruczoły mlekowe tych gryzoni są położone szczególnie wysoko

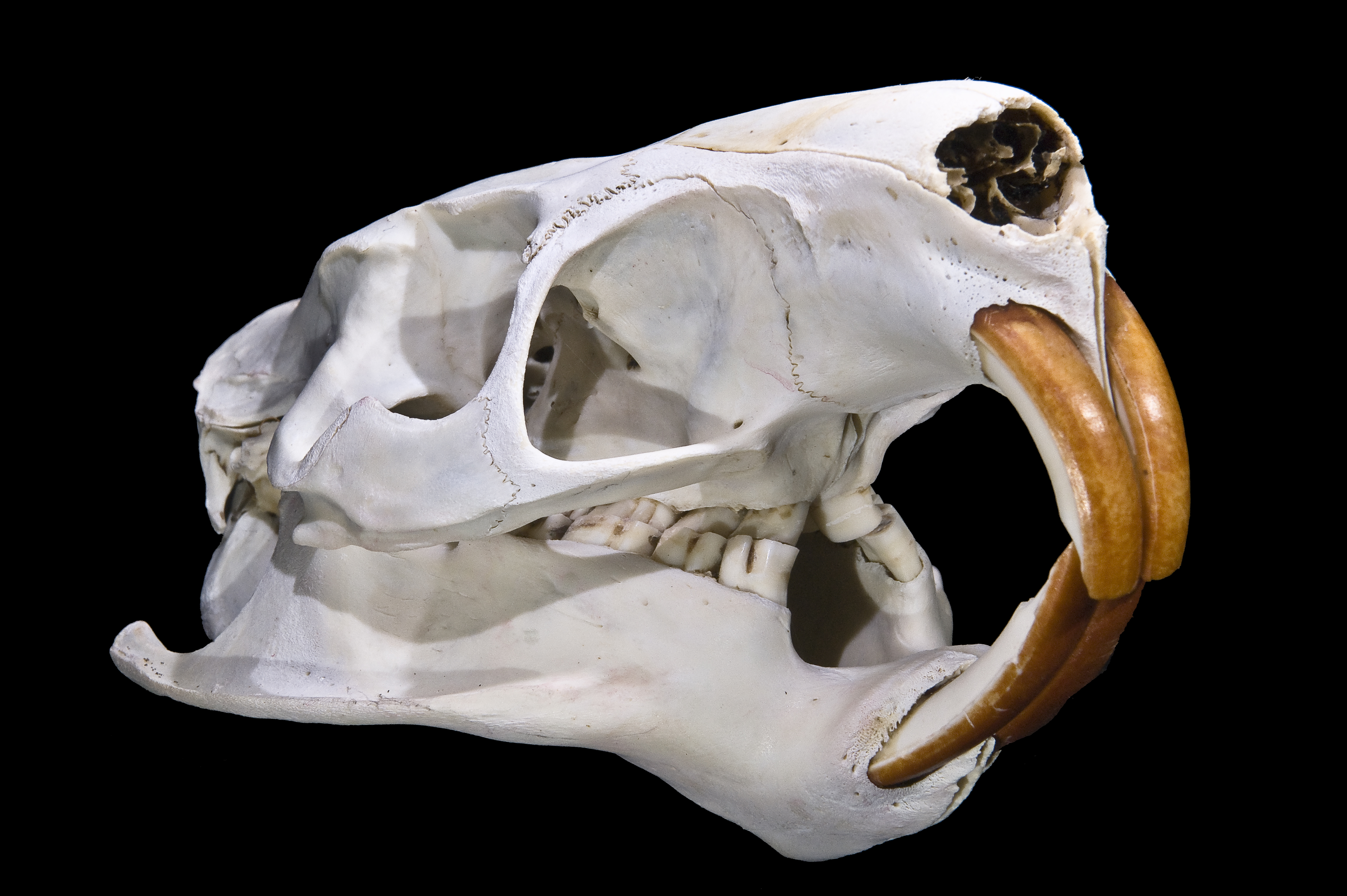
Czaszka nutrii

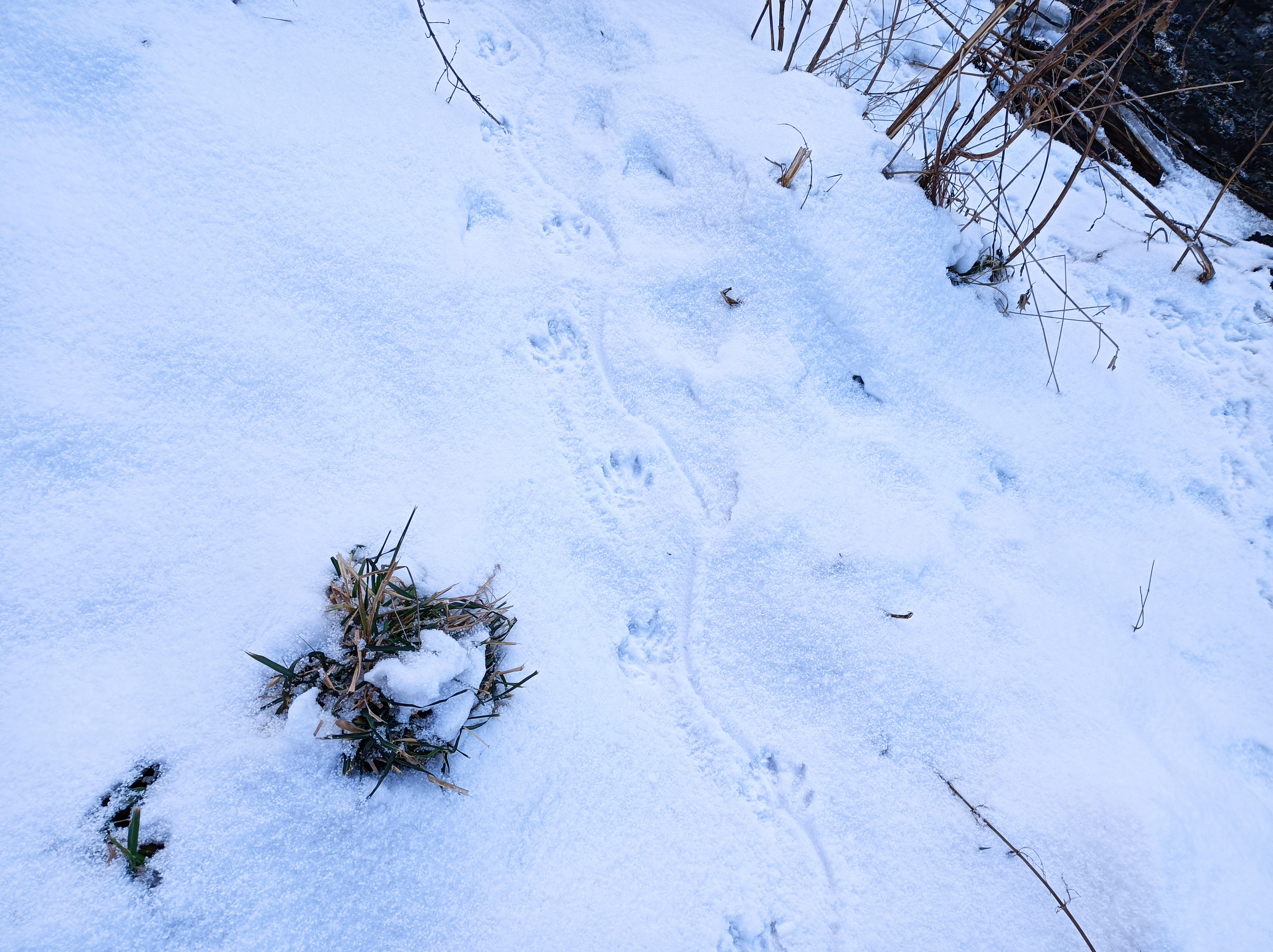
Trop na śniegu

- długość ogona (pokrytego łuskami) 30–75 cm
- pokrojem przypomina szczura
- 4 palce kończyn tylnych spięte błoną
- 4–5 par sutków przesuniętych na stronę grzbietową
- ciało pokryte gęstym ciemnobrązowym lub szafirowym futrem
- masa do 9 kg.
- duża głowa z małymi uszami
- dobrze pływa i nurkuje
- długie wibryssy
- z pyska wystają dość duże siekacze w kolorze pomarańczowym
- charakterystyczny duży ogon
- skóry z nutrii stanowią wartościowy surowiec futrzarski i są zaliczane do futer szlachetnych[9], stosowane w wyrobach kuśnierskich
- z mięsa nutrii można wyrabiać m.in. kabanosy[10]
- dobry słuch, ale słaby wzrok

## Tryb życia
- półwodny
- roślinożerna
- kopie nory w zarośniętych brzegach wód
- ciąża (128–132 dni) 2 razy w roku
- w miocie rodzi się około 4–8 młodych
- młode rodzą się prawie całkowicie sprawne
- żyje (parami) do 24 lat
- dojrzałość płciową osiągają w wieku 6–7 miesięcy

## Okrywa włosowa
Nutrie jako jedne z nielicznych ze zwierząt futerkowych rodzą się z dobrze rozwiniętą okrywą włosową o kolorze brunatnym (tzw. pierwotna okrywa włosowa) i rośnie ona do koło 6 tygodnia życia. W wieku około 2 miesięcy zaczyna się pierwsza zmiana okrywy pierwotnej.

## Odmiany barwne[12]
Odmiany dominujące:
- czarna dominująca (black)
- bursztynowo-złocista (ambergold)
- biała niealbinotyczna (snow)

Odmiany recesywne:
- sobolowa (sable)
- pastelowa (pasteli)
- szafirowa (sapphire)
- grenland
- perłowa (pearl)
- mozaikowata (white mark)
- albinotyczna

oraz mieszańce.

## Występowanie
W naturze występuje w Ameryce Południowej (środkowa Boliwia i południowa Brazylia). W Europie, Azji i Stanach Zjednoczonych zawleczona, hodowana jako cenne zwierzę futerkowe, choć ubocznie pozyskiwano także mięso oraz (lata 60–70 XX w.) ścięgna z ogona do wyrobu nici chirurgicznych. Hodowla nutrii w Polsce datuje się od 1926 roku, a od 1960 znane są dzikie populacje powstałe dzięki ucieczkom z hodowli (pierwsze w rejonie Milicza). Bardzo popularna na przełomie lat siedemdziesiątych i osiemdziesiątych (produkowano ponad 3 mln skór), zwłaszcza w województwach zachodnich i południowo-zachodnich.